# Giro d'Italia de 2006
Giro d'Italia 2006 foi a octagésima nona edição da prova ciclística Giro d'Italia (Corsa Rosa), realizada entre os dias 6 e 28 de maio de 2006.
A competição foi realizada em 21 etapas com um total de 3.553 km. 198 ciclistas largaram e 150 cruzaram a linha de chegada. Das 22 equipes que participaram apenas três, "Crédit Agricole", "Lampre-Fondital" e "Team CSC Saxo Bank" chegaram completas ao final.
O vencedor foi o ciclista italiano Ivan Basso, da equipe "Team CSC Saxo Bank (CSC)".

## História
Ivan Basso, conquistou a "maglia rosa" na oitava etapa, liderando a competição até o final. José Enrique Gutiérrez, da Espanha e Gilberto Simoni da Itália, com um tempo aproximado de 10 minutos superior ao vencedor, completaram o pódium.
O "Gran Premio della Montagna" foi conquistado pelo ciclista da Espanha, Juan Manuel Gárate, que obteve o direito de vestir a "Maglia verde". Gárate foi o sétimo na classificação geral por tempo.
O Giro de 2006, teve o seu início na cidade belga de Seraing, e a chegada em Milão, Itália. O Giro passou também por Sillian, na Áustria.

## Resultados

### Classificação geral

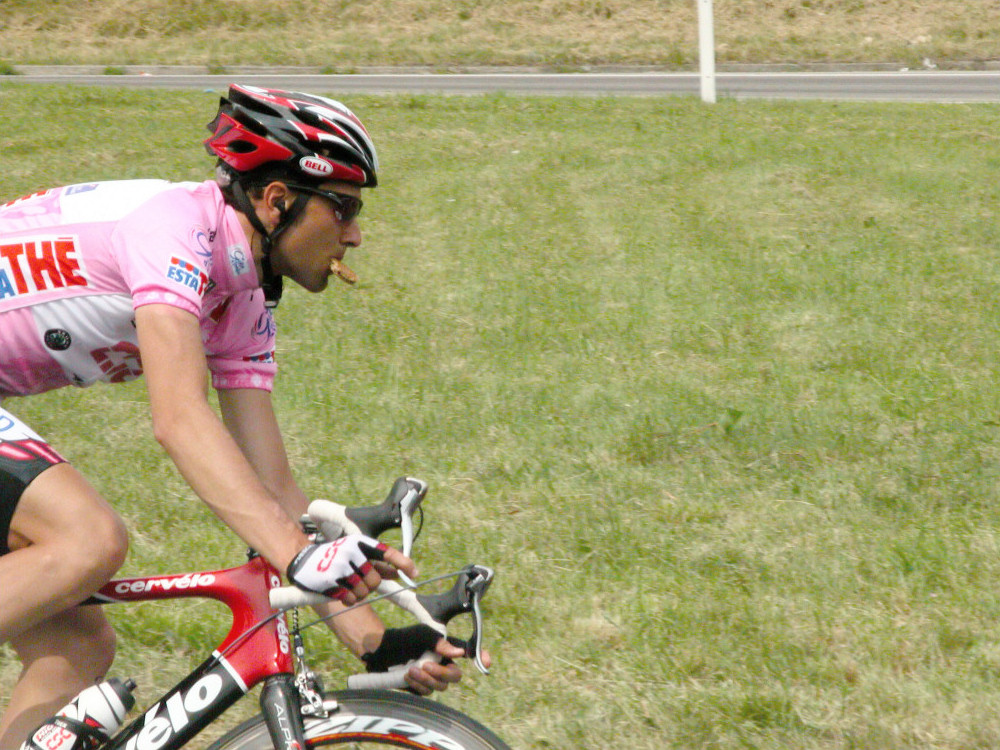
Ivan Basso
vencedor do Giro d'Italia 2006

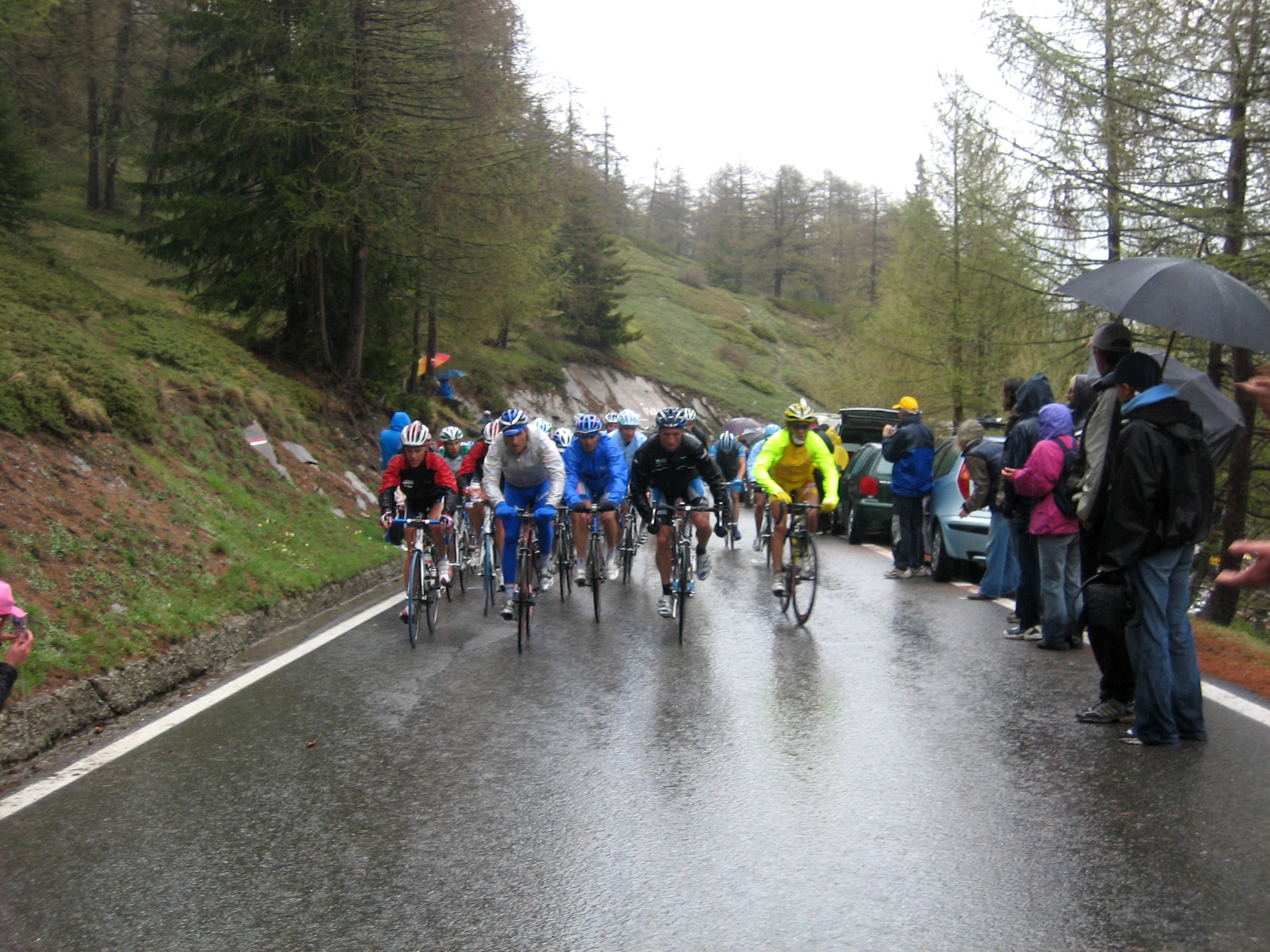
13ª etapa Giro d'Italia
"Colle San Carlo"

| Posição | Nome                   | País     | Equipe                                 | Tempo de prova |
| ------- | ---------------------- | -------- | -------------------------------------- | -------------- |
| 1.      | Ivan Basso             | Itália   | "Team CSC Saxo Bank (CSC)"             | 91h 33' 36s    |
| 2.      | José Enrique Gutiérrez | Espanha  | "Phonak Hearing Systems (PHO)"         | a 9' 18s       |
| 3.      | Gilberto Simoni        | Itália   | "Scott-American Beef (SDV)"            | 11' 59s        |
| 4.      | Damiano Cunego         | Itália   | "Lampre-Fondital (LAM)"                | a 18' 16s      |
| 5.      | Paolo Savoldelli       | Itália   | "Caisse d'Épargne-Illes Balears (DSC)" | a 19' 22s      |
| 6.      | Sandy Casar            | França   | "Française des Jeux (FDJ)"             | a 23' 53s      |
| 7.      | Juan Manuel Gárate     | Espanha  | "Quick Step (QST)"                     | a 24' 26s      |
| 8.      | Franco Pellizotti      | Itália   | "Liquigas (LIQ)"                       | a 25' 57s      |
| 9.      | Víctor Hugo Peña       | Colômbia | "Phonak Hearing Systems (PHO)"         | a 26' 27s      |
| 10.     | Patxi Vila             | Espanha  | "Lampre-Fondital (LAM)"                | a 27' 34s      |